# Woke Up Screaming
Woke Up Screaming  — антология творчества Бобби «Blue» Блэнда, выпущенный в 1982 году, содержит ранние записи, сделанные и выпущенные музыкантом с 1952 по 1958 годы. Лауреат 3rd Blues Music Awards 1982 года в номинации «Перевыпущенный альбом» .

## Об альбоме
Альбом-антология из 16 композиций состоит из записей Бобби «Blue» Блэнда, которые были сделаны и выпущены на Duke Records в течение 1950-х годов. «No Blow No Show» и «Army Blues» — сингл 1953 года, «It’s My Life Baby» и «Time Out» — сингл 1955 года, «Woke Up Screaming» c сингла 1955 года, «You’ve Got Bad Intentions» и «I Can’t Put You Down Baby»  — сингл 1956 года, «I Learned My Lesson» и «I Don’t Believe» — ещё один сингл 1956 года, «I Smell Trouble» и «Don’t Want No Woman» — сингл 1957 года, «Farther Up The Road» с сингла 1957 года, «Little Boy Blue» с сингла 1958 года. Песни «Honey Bee» и «Lost Lover Blues» вышли впервые на этой антологии, что следует из аннотации на конверте . 
«„I Don’t Want No Woman“, изначально B-сайд 1957 года; это довольно прямолинейный отрывок блюза в стиле Чикаго а-ля Элмор Джеймс, хотя излишне эмоциональное соскальзывание Бобби на фальцет и особенно жгучее и напряженное соло на электрогитаре сессионного музыканта Кларенса Холломана также придают ему немного прото-Фредди Кинговского колорита» . Песня «Farther Up The Road» современный слушатель обычно знает как песню Эрика Клэптона «Further On Up The Road», и именно она сделала Бобби Блэнда известным за пределами Мемфиса. «„Little Boy Blue“, еще один хит R&B из Топ-10 1958 года…не столько структурированная песня с куплетами и припевами, сколько многословная душевная тирада из уст раскаявшегося обидчика, где на протяжении двух с половиной минут Бобби неоднократно доводит себя до безумного неистовства» 
«„It’s My Life Baby“ и „I Woke Up Screaming“ — это сырые, роковые вещи, которые упорно трудятся за свои деньги» 
Мик Хакнелл, записавший диск-трибьют Бобби Блэнда, отметил что Джо Скотт, аранжировщик Bill Harvey's Orchestra действительно хорошо справился с выбором песен 

## Список композиций

### Диск 1
| №  | Название            | Автор(ы)          | Длительность |
| -- | ------------------- | ----------------- | ------------ |
| 1. | «No Blow No Show»   | Дэвид Джей Матисс |              |
| 2. | «Wise Man Blues»    | неизвестен        |              |
| 3. | «Army Blues»        | Дэвид Джей Матисс |              |
| 4. | «Lost Lover Blues»  | неизвестен        |              |
| 5. | «It's My Life Baby» | Дон Роби          |              |
| 6. | «Honey Bee»         | неизвестен        |              |
| 7. | «Time Out»          | неизвестен        |              |
| 8. | «Little Boy Blue»   | Чарльз Харпер     |              |

| №   | Название                    | Автор(ы)                 | Длительность |
| --- | --------------------------- | ------------------------ | ------------ |
| 9.  | «Woke Up Screaming»         | Дон Роби                 |              |
| 10. | «You've Got Bad Intentions» | Джозеф Скотт             |              |
| 11. | «I Can't Put You Down Baby» | Дон Роби                 |              |
| 12. | «I Smell Trouble»           | Дон Роби                 |              |
| 13. | «Don't Want No Woman»       | Дон Роби                 |              |
| 14. | «I Don't Believe»           | Дон Роби, Мануэль Чарльз |              |
| 15. | «I Learned My Lesson»       | Джеймс Коупленд          |              |
| 16. | «Farther Up The Road»       | Дон Роби, Джо Медуик     |              |

## Участники записи
- Бобби «Blue» Блэнд  — вокал

- Кларенс Холломан — гитара  (B2, B4, B7)
- Рой Гейнс — гитара  (A4 — A7, B1)
- Джо Скотт — аранжировки
- Bill Harvey's Orchestra

Производство
- Waldo's Design — дизайн, конверт
- Рэй Топпинг — аннотация